# Rysunki naskalne w Tanum

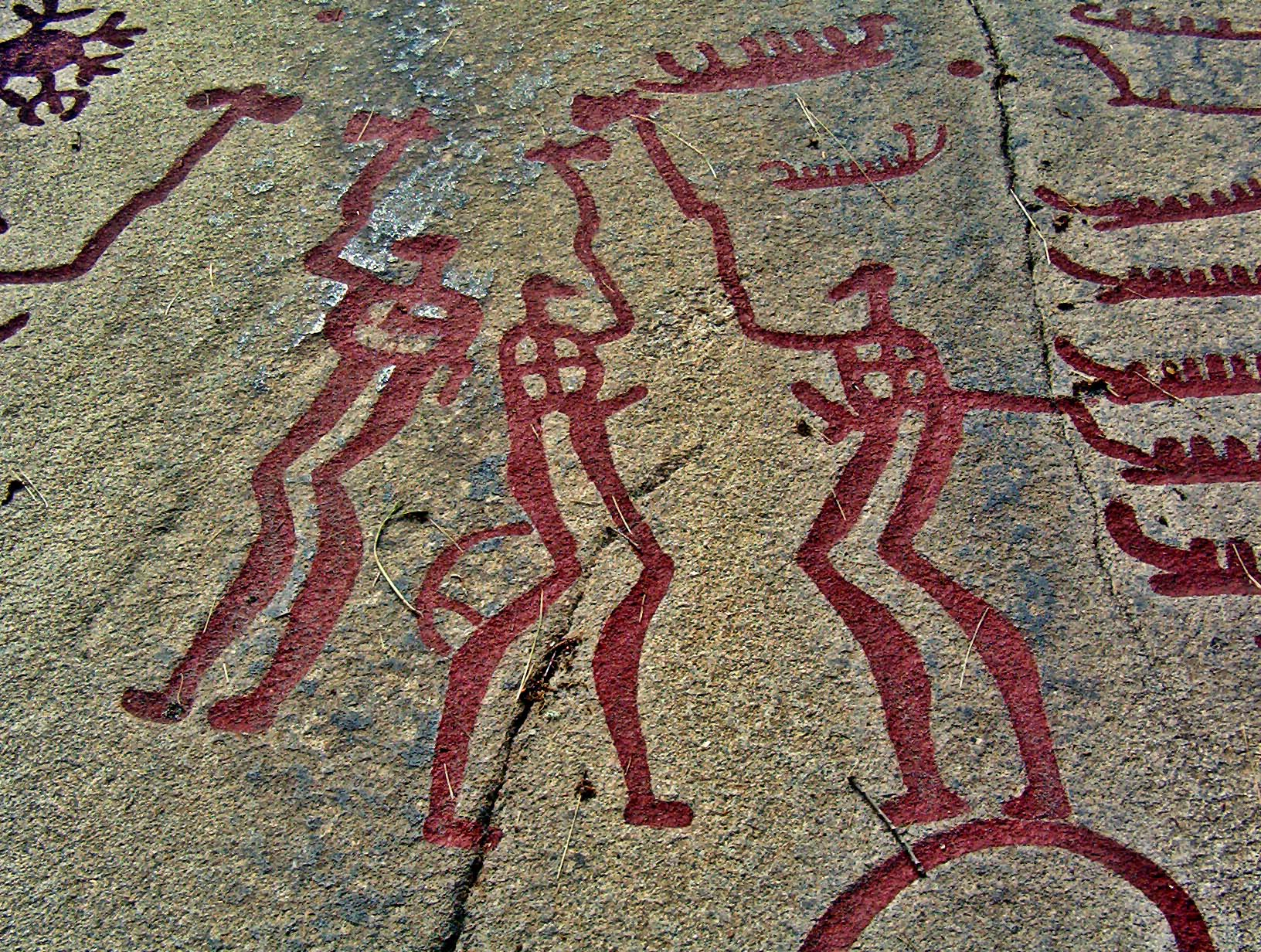
Trzech mężczyzn podczas rytuału

Sztuka naskalna z Tanum – zespół petroglifów datowanych na epokę brązu, położony w gminie Tanum w zachodniej Szwecji w prowincji historycznej (landskap) Bohuslän.
Obszar występowania petroglifów, rozciągający się w rejonie miejscowości Tanumshede, został w 1994 r. wpisany na Listę Światowego Dziedzictwa UNESCO.
Największa w Skandynawii płaska skała z petroglifami z nordyckiej epoki brązu, Vitlyckehäll, położona jest na południe od Tanumshede. Została odkryta w 1972 r. przez Age Nilsena, który pierwotnie zamierzał rozsadzić ją przy użyciu materiałów wybuchowych podczas prac konstrukcyjnych.
Znanych jest w sumie około 3000 petroglifów z Tanum, rozmieszczonych w stu grupach. Koncentrują się one w pięciu wyraźnych skupiskach rozrzuconych na długości 25 km, w miejscu gdzie w epoce brązu przebiegała linia brzegowa fiordu. W sumie obszar występowania petroglifów ma powierzchnię 51 hektarów.
Ludzie z nordyckiej epoki brązu oraz z epoki żelaza byli wprawni w obróbce drewna, byli też niezłymi żeglarzami. (Datowanie epok zależy od regionu, w Skandynawii epoka brązu przypada na okres 1800 - 600 p.n.e.) Niektóre ryty skalne ukazują długie łodzie zwane "hjortspring", zdolne do transportu tuzina pasażerów. Wyryto również wozy czy też furmanki.
Jeden z rytów przedstawia myśliwego z łukiem, na innych również znajdują się sceny polowań. Niektóre przedstawione sceny dotyczą zajęć rolniczych. Jest przedstawiony człowiek przy pługu ciągniętym przez dwa woły, trzymający coś co może być konarem z wieloma gałęziami.
Ryty skalne mogą być zagrożone erozją z powodu zanieczyszczenia środowiska. Wbrew protestom części archeologów, zostały pomalowane na czerwono, by uczynić je lepiej widocznymi dla turystów.

## Petroglify z Tanumshede

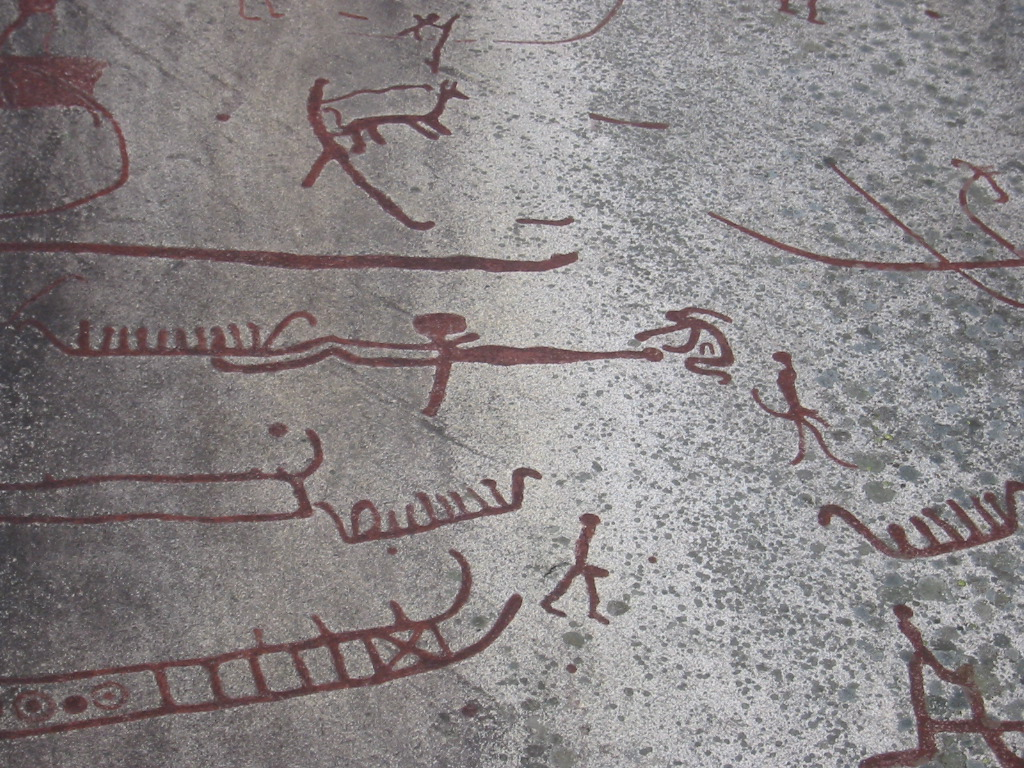
Smutna Kobieta
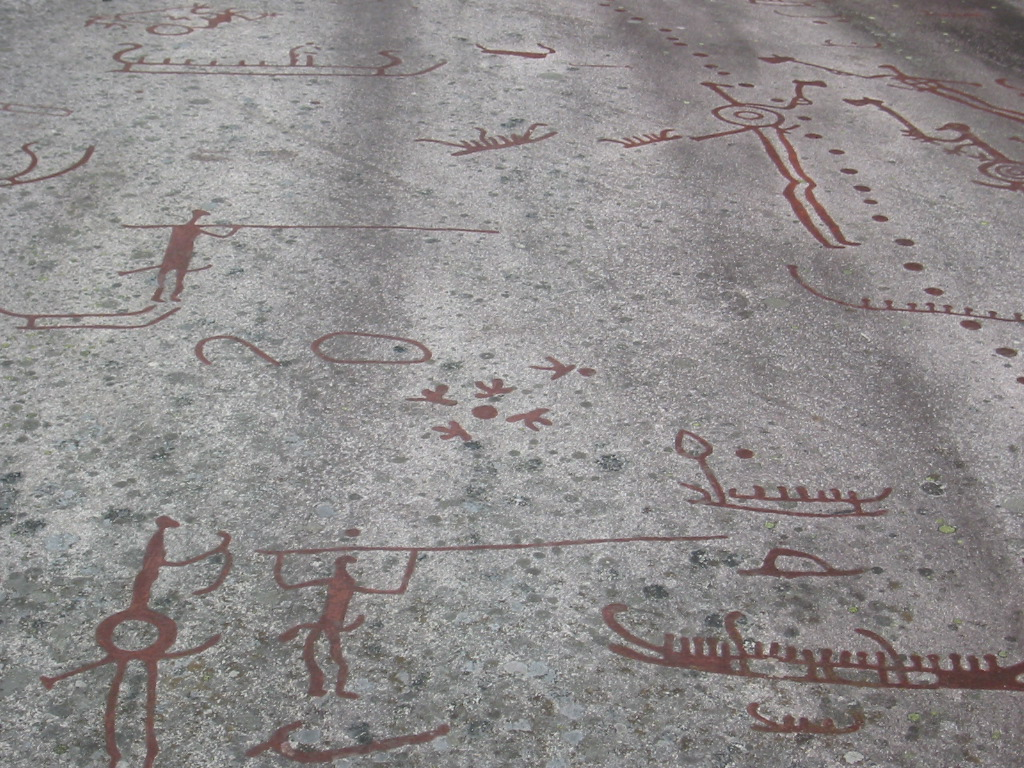
Ptaki
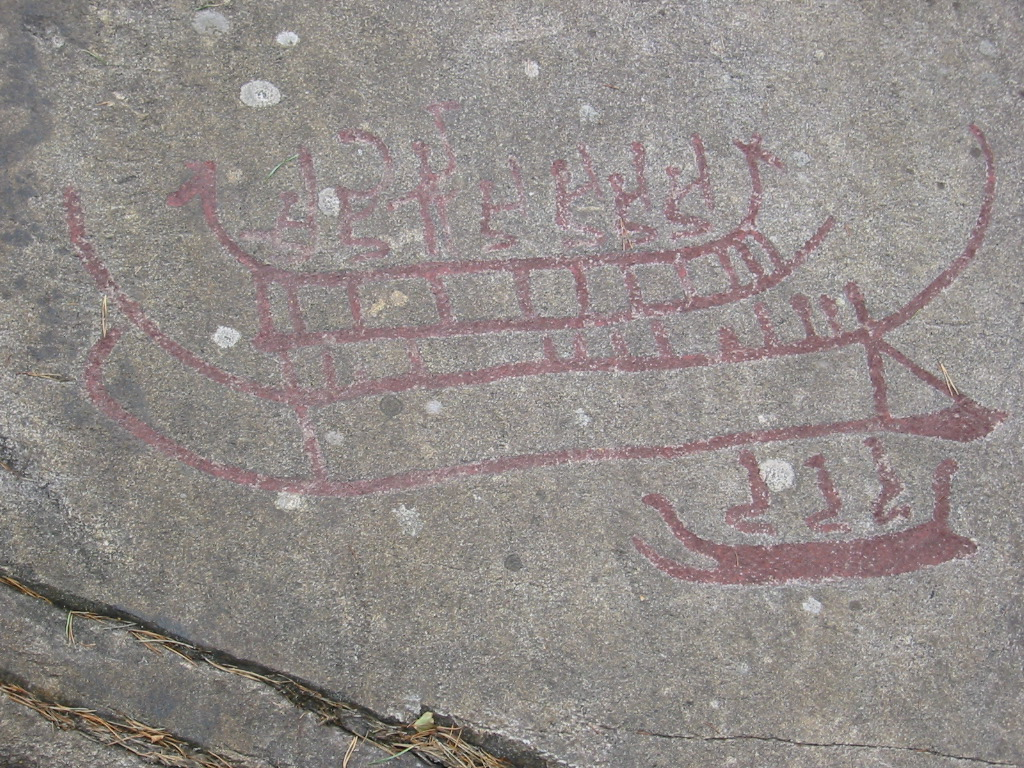
Łódź pogrzebowa
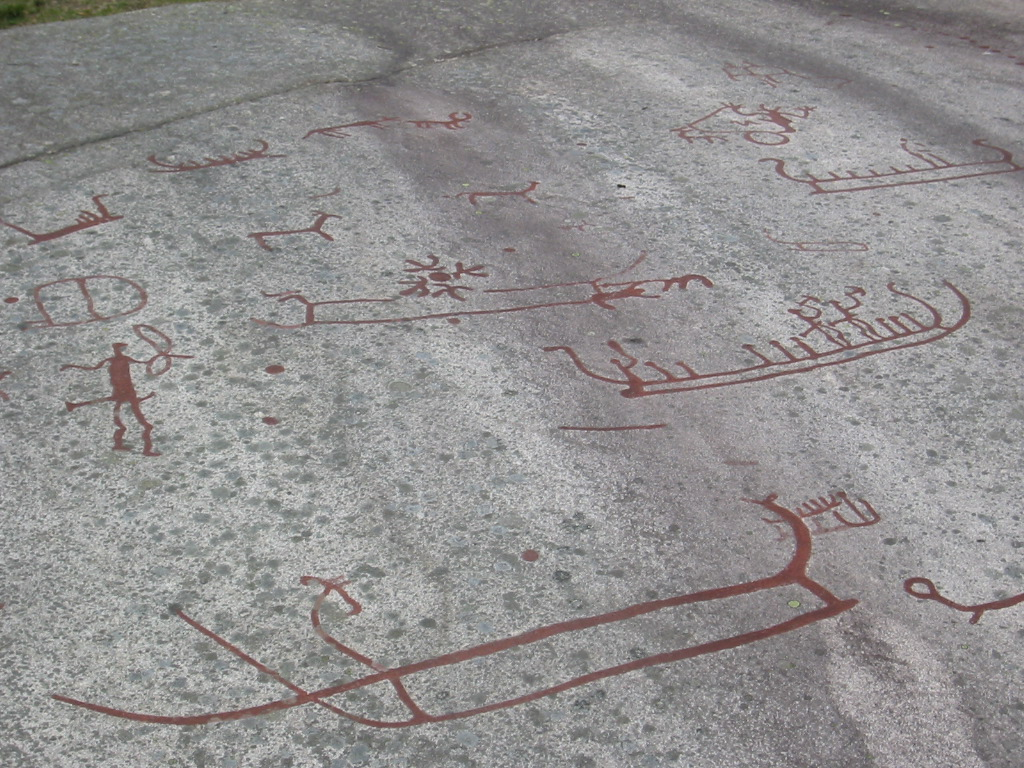
Zaprzęg
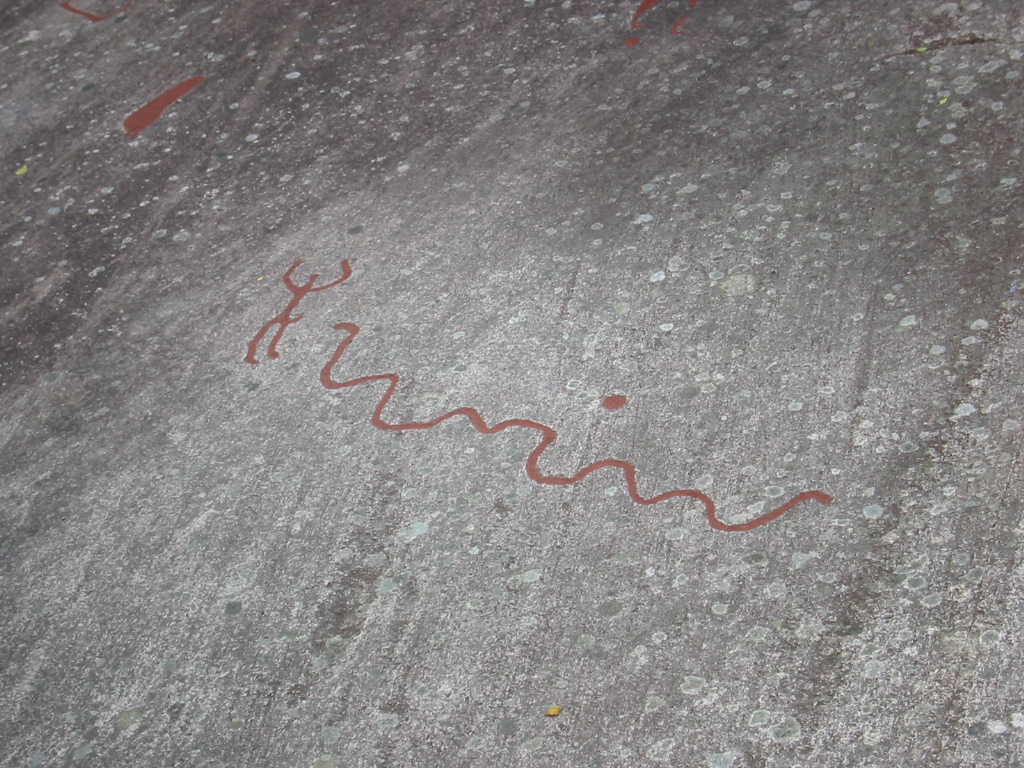
Wąż